# 懷廷 (堪薩斯州)
懷廷（英語：Whiting）是一個位於美國堪薩斯州傑克遜縣的城市。

## 地方資料
根據2020年美國人口普查的數據，懷廷的面積為2.61平方千米，當中陸地面積為2.61平方千米，而水域面積為0.00平方千米。當地共有人口191人，而人口密度為每平方千米73.18人。